# Presečno (Dobje, Slovenija)
Presečno je naselje u slovenskoj Općini Dobju. Presečno se nalazi u pokrajini Štajerskoj i statističkoj regiji Savinjskoj. 

## Stanovništvo
Prema popisu stanovništva iz 2002. godine naselje je imalo 86 stanovnika.